# Trombosis del seno cavernoso
La trombosis del seno cavernoso (TSC) es la formación de un coágulo de sangre dentro del seno cavernoso, una cavidad vascular en la base del cerebro que drena la sangre del cerebro hacia el corazón. Los síntomas pueden incluir dolor de cabeza, dolor ocular, ojos saltones, fiebre y visión doble. Por lo general, inicialmente afecta solo a un ojo y, más adelante, afecta al otro. Entre las posibles complicaciones se encuentran la meningitis, el absceso cerebral y la insuficiencia pituitaria.
Puede ser de dos tipos: séptica (por una infección) y aséptica (no infecciosa). Entre los factores de riesgo se encuentran las infecciones de la cara, como forúnculos en la nariz, sinusitis o infecciones dentales. Las bacterias asociadas con más frecuencia son Staphylococcus aureus y Streptococcus. Otros factores de riesgo son: traumatismos, determinadas operaciones quirúrgicas y tener propensión para la formación de coágulos sanguíneos. Por lo general, el diagnóstico se obtiene a partir de una tomografía axial computarizada (TAC) o una resonancia magnética (RNM). Es un tipo de trombosis del seno venoso cerebral.
Es una urgencia médica, y el tratamiento incluye antibióticos, heparina y corticosteroides. En algunos casos es necesario operar para drenar el absceso que ha generado la trombosis.Hasta el 30% de las personas fallecen a pesar del tratamiento. Entre las posibles secuelas se encuentran la pérdida de visión y  las convulsiones. La trombosis del seno cavernoso es poco frecuente y se estima que afecta de 0,2 a 1,6 personas por 100.000 habitantes al año. 